# Merrillan
Merrillan ist eine Gemeinde (mit dem Status „Village“) im Jackson County im US-amerikanischen Bundesstaat Wisconsin. Im Jahr 2010 hatte Merrillan 542 Einwohner.

## Geografie
Merrillan liegt im Westen Wisconsins beiderseits des Halls Creek, der über den Black River zum Stromgebiet des Mississippi gehört. Dieser bildet rund 80 km westlich die Grenze zu Minnesota.
Die geografischen Koordinaten von Merrillan sind 44°27′04″ nördlicher Breite und 90°50′29″ westlicher Länge. Das Gemeindegebiet erstreckt sich über eine Fläche von 3,47 km² und ist vollständig von der Town of Alma umgeben, ohne dieser anzugehören.
Nachbarorte von Merrillan sind Columbia (15,9 km nordöstlich), Hatfield (11,9 km südöstlich), Black River Falls (18,6 km südlich), Alma Center (5,9 km westsüdwestlich), Hixton (17,5 km in der gleichen Richtung) und Humbird (10 km nordnordwestlich).
Die nächstgelegenen größeren Städte sind Green Bay am Michigansee (263 km östlich), Wisconsins Hauptstadt Madison (224 km südöstlich), Wisconsins größte Stadt Milwaukee (331 km in der gleichen Richtung), La Crosse am Mississippi (93,4 km südsüdwestlich), Rochester in Minnesota (167 km westsüdwestlich), die Twin Cities in Minnesota (206 km westnordwestlich) und Eau Claire (74,9 km nordwestlich).

## Verkehr

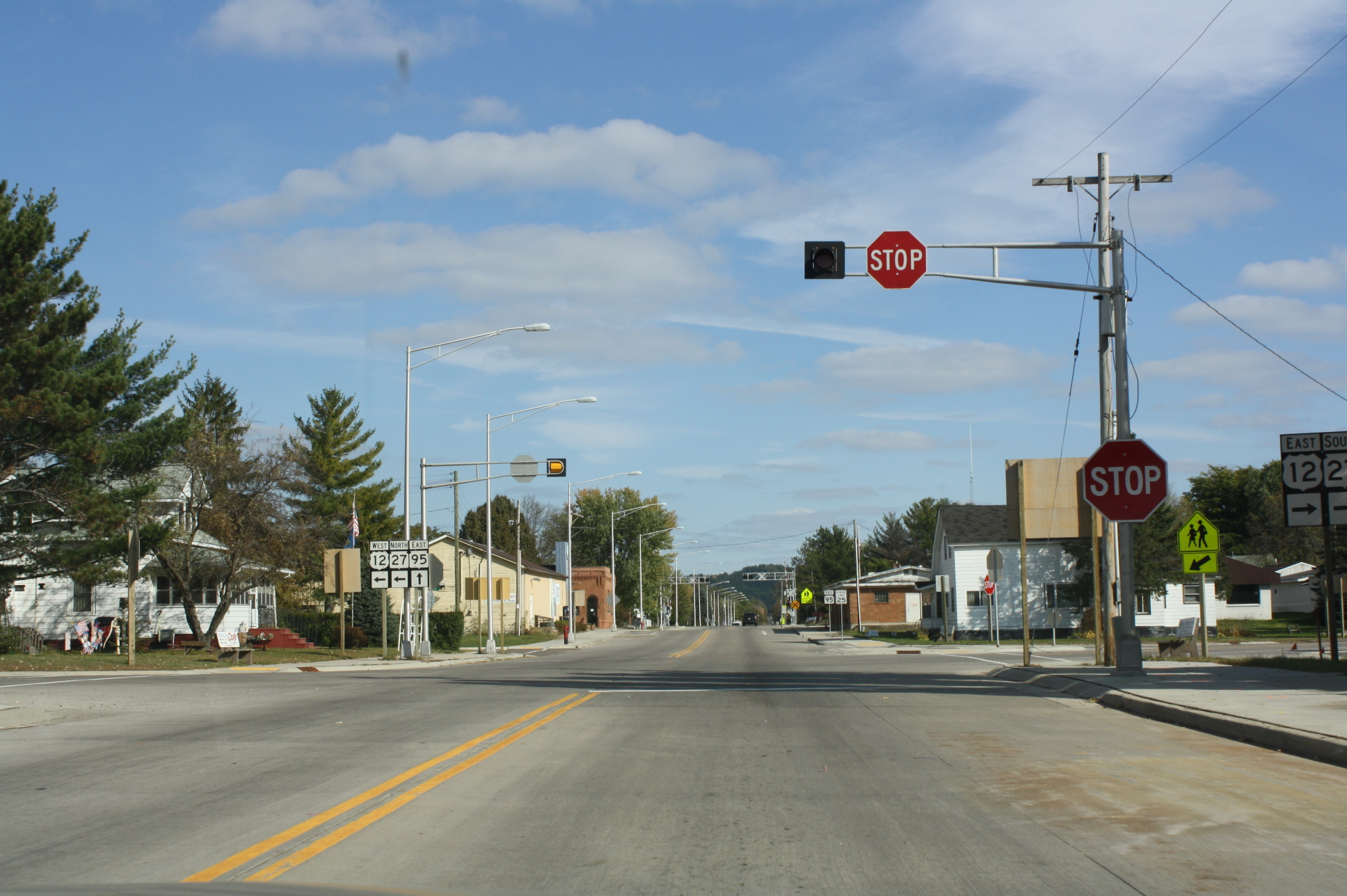
Kreuzung von US 12, WIS 27 und WIS 95

In Nord-Süd-Richtung verläuft der U.S. Highway 12 und der hier deckungsgleich verlaufende Wisconsin State Highway 27 durch Marillan. Im Zentrum kreuzt der von West nach Ost führende Wisconsin State Highway 95. Alle weiteren Straßen sind untergeordnete Landstraßen, teils unbefestigte Fahrwege sowie innerörtliche Verbindungsstraßen.
In Merrillan kreuzen zwei Eisenbahnlinien der Canadian National Railway und der Union Pacific Railroad.

Die nächsten Flughäfen sind der Dane County Regional Airport in Madison (217 km südöstlich) und der Minneapolis-Saint Paul International Airport (222 km westnordwestlich).

## Bevölkerung
Nach der Volkszählung im Jahr 2010 lebten in Merrillan 542 Menschen in 241 Haushalten. Die Bevölkerungsdichte betrug 156,2 Einwohner pro Quadratkilometer. In den 241 Haushalten lebten statistisch je 2,25 Personen. 
Ethnisch betrachtet setzte sich die Bevölkerung zusammen aus 86,5 Prozent Weißen, 2,6 Prozent amerikanischen Ureinwohnern, 0,2 Prozent Asiaten, 0,4 Prozent Polynesiern sowie 6,1 Prozent aus anderen ethnischen Gruppen; 4,2 Prozent stammten von zwei oder mehr Ethnien ab. Unabhängig von der ethnischen Zugehörigkeit waren 6,8 Prozent der Bevölkerung spanischer oder lateinamerikanischer Abstammung. 
21,4 Prozent der Bevölkerung waren unter 18 Jahre alt, 58,3 Prozent waren zwischen 18 und 64 und 20,3 Prozent waren 65 Jahre oder älter. 51,8 Prozent der Bevölkerung war weiblich.
Das mittlere jährliche Einkommen eines Haushalts lag bei 31.979 USD. Das Pro-Kopf-Einkommen betrug 17.217 USD. 23,9 Prozent der Einwohner lebten unterhalb der Armutsgrenze.